# Südenglische Kreideformation
Südenglische Kreideformation ist der Sammelbegriff für mehrere Hügelzüge im Süden Englands, die aus Kreide bestehen. Dazu gehören Salisbury Plain, Chiltern Hills, North Downs und South Downs sowie die Isle of Wight.
Die North Downs liegen in den Grafschaften Surrey und Kent, die South Downs in Sussex. Beide bilden eine lange Hügelkette, die in den Kreideformationen von Dorset und Hampshire ihren Anfang nehmen und sich bis zur Südostküste hinziehen. Zwischen den Downs liegt das Gebiet Weald, wo die Kreide zu einer bedeutend flacheren Landschaft erodiert ist.

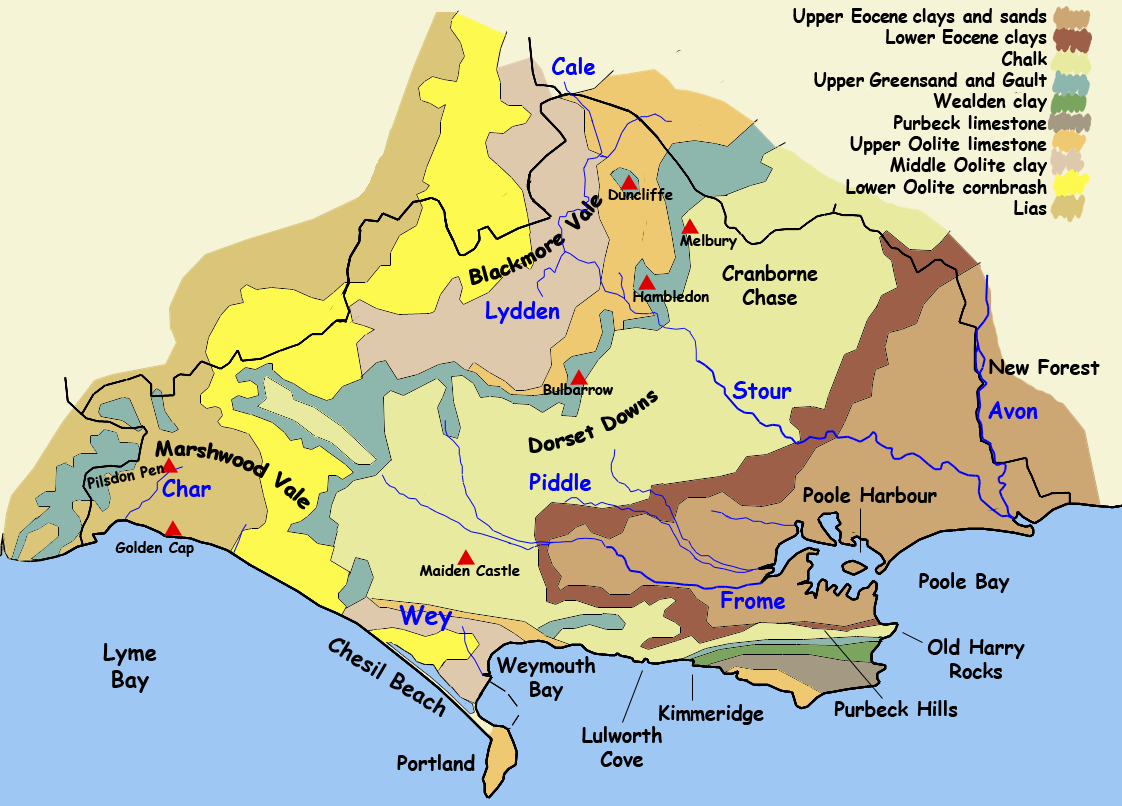
Die Dorset Downs

In der Grafschaft Wiltshire liegen der Salisbury Plain, die Wiltshire Downs und der Cranborne Chase. Diese sind bekannt für ihre zahlreichen archäologischen Fundstellen. In diesen Hügelregionen entwickelte Augustus Pitt Rivers im 19. Jahrhundert die Methoden der modernen archäologischen Feldarbeit. Im Norden schließen sich die Berkshire Downs mit dem bekannten Scharrbild White Horse Hill sowie die Chiltern Hills an.
Im äußersten Südwesten der Formation liegen die Dorset Downs, ebenfalls bekannt für römische und vorrömische Fundstellen, darunter zahlreiche eisenzeitliche Hügelfestungen. Von den Dorset Downs zweigen die Purbeck Hills ab, die entlang der Jurassic Coast verlaufen. Diese Küstenlandschaft in der Grafschaft Dorset gehört zum UNESCO-Weltnaturerbe.
Wo die Kreidehügel auf das Meer stoßen, bilden sie in manchen Fällen steil abfallende weiße Klippen. Beispiele dafür sind die Felsen von Dover, die Seven Sisters (sieben Schwestern) in Sussex und The Needles auf der Isle of Wight. Ähnliche Kreidefelsen sind auch auf der anderen Seite des Ärmelkanals im Norden Frankreichs zu finden.